# Amicodisca
Amicodisca is een geslacht van schimmels behorend tot de familie Amicodiscaceae. De typesoort is Amicodisca brdensis.

## Soorten
Volgens Index Fungorum bevat het geslacht drie soorten (peildatum november 2023):
| Soortnaam                                        | Auteur(s)            | Publicatiejaar |
| ------------------------------------------------ | -------------------- | -------------- |
| Amicodisca groenlandica                          | Raitv.               | 2003           |
| Amicodisca svrcekii (Kleinsporig vriendenkelkje) | Raitv. & Huhtinen    | 2001           |
| Amicodisca virella (Grootsporig vriendenkelkje)  | (P. Karst.) Huhtinen | 1994           |